# Croix du cimetière de Cantenay-Épinard
La croix du cimetière de Cantenay-Épinard est une croix située à Cantenay-Épinard, en France.

## Localisation
La croix est située dans le département français de Maine-et-Loire, sur la commune de Cantenay-Épinard.

## Historique
L'édifice est classé au titre des monuments historiques en 1964.